# Francisco Javier Nuño y Guerrero

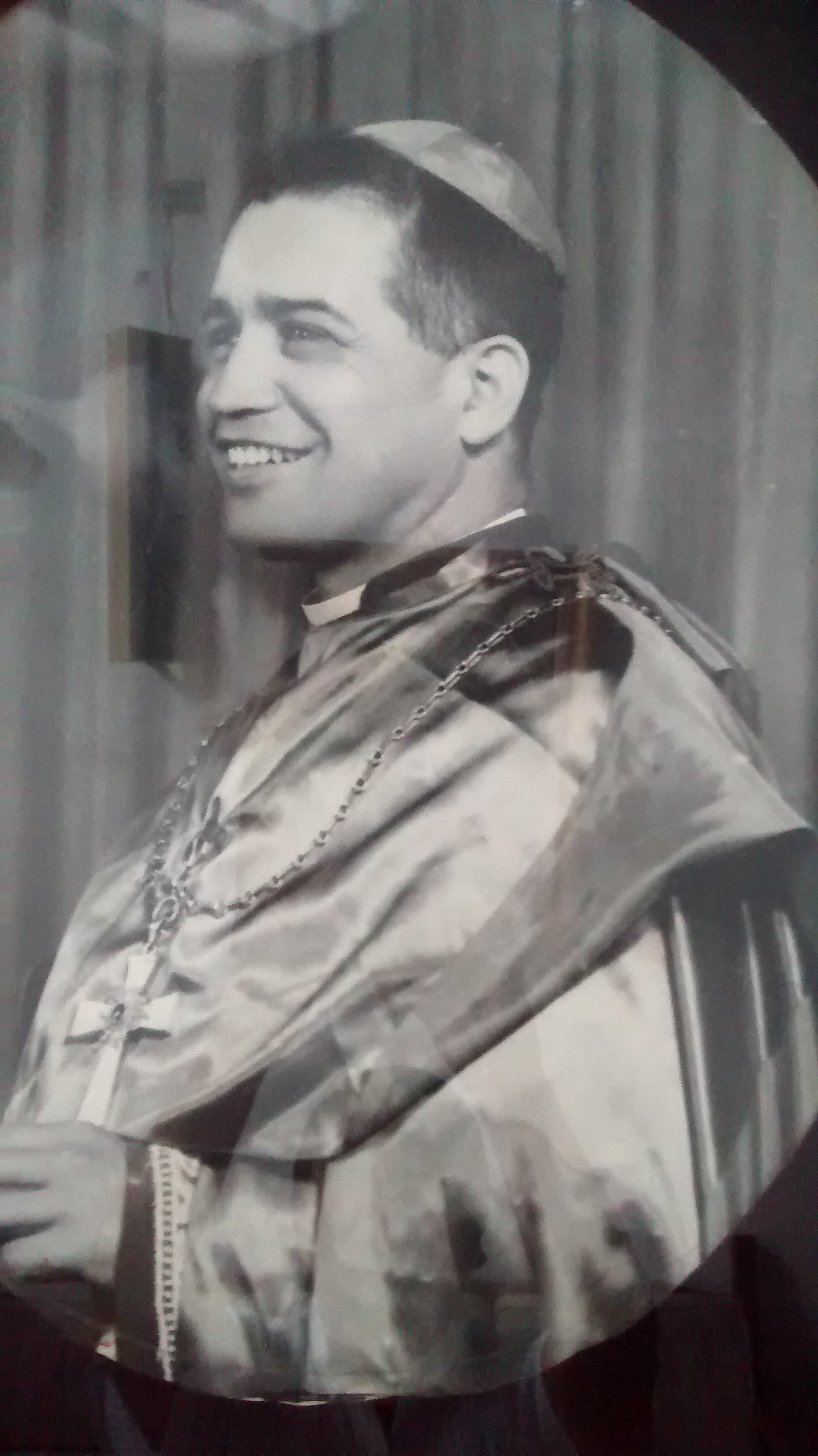
Bischof Francisco Javier Nuño y Guerrero.

Francisco Javier Nuño y Guerrero (* 3. Dezember 1905 in Guadalajara, Mexiko; † 1. Dezember 1983) war Bischof von San Juan de los Lagos.

## Leben
Francisco Javier Nuño y Guerrero empfing am 7. April 1928 das Sakrament der Priesterweihe für das Erzbistum Guadalajara.
Am 10. Juli 1951 ernannte ihn Papst Pius XII. zum Titularbischof von Syedra und bestellte ihn zum Koadjutorbischof von Zacatecas. Der Erzbischof von Guadalajara, José Garibi y Rivera, spendete ihm am 15. August desselben Jahres die Bischofsweihe; Mitkonsekratoren waren der emeritierte Erzbischof von Monterrey, José Guadalupe Ortíz y López, und der Bischof von Colima, Ignacio de Alba y Hernández. Francisco Javier Nuño y Guerrero wurde am 5. Dezember 1951 in Nachfolge des verstorbenen Ignacio Placencia y Moreira Bischof von Zacatecas. Am 18. Dezember 1954 ernannte ihn Pius XII. zum Titularerzbischof von Garella und bestellte ihn zum Koadjutorerzbischof von Guadalajara. Die Amtseinführung fand am 10. April 1955 statt. Am 25. März 1972 ernannte ihn Papst Paul VI. zum ersten Bischof von San Juan de los Lagos. Die Amtseinführung erfolgte am 29. Juni desselben Jahres.
Am 10. Januar 1981 nahm Papst Johannes Paul II. das von Francisco Javier Nuño y Guerrero aus Altersgründen vorgebrachte Rücktrittsgesuch an.
Francisco Javier Nuño y Guerrero nahm an der ersten Sitzungsperiode des Zweiten Vatikanischen Konzils teil.